# Плавання на відкритій воді на Чемпіонаті світу з водних видів спорту 2022 — 25 км (жінки)
Змагання з плавання на відкритій воді на дистанції 25 серед жінок на Чемпіонаті світу з водних видів спорту 2022 відбулися 30 червня 2022 року.

## Результати
Заплив розпочався о 07:00 за місцевим часом.
| Місце | Плавчиня            | Країна        | Час           |
| ----- | ------------------- | ------------- | ------------- |
| 1     | Ана Марсела Куня    | Бразилія      | 5:24:15.0     |
| 2     | Ліа Бой             | Німеччина     | 5:24:15.2     |
| 3     | Шарон ван Раувендал | Нідерланди    | 5:24:15.3     |
| 4     | Барбара Поццобон    | Італія        | 5:24:16.3     |
| 5     | Каролін Жуїсс       | Франція       | 5:25:32.1     |
| 6     | Елеа Лінка          | Німеччина     | 5:25:36.7     |
| 7     | Анна Олд            | США           | 5:26:25.6     |
| 8     | Река Рогач          | Угорщина      | 5:26:28.6     |
| 9     | Ханано Като         | Японія        | 5:26:30.9     |
| 10    | Кенсі Макмеон       | США           | 5:30:19.1     |
| 11    | Чен Ханьюй          | Китай         | 5:49:25.9     |
| 12    | Ван Кесінь          | Китай         | 5:49:59.2     |
| 13    | Сібеллі Жунгблут    | Бразилія      | 5:52:41.6     |
| –     | Рубі Гіт            | Нова Зеландія | Не фінішували |
| –     | Роміна Імвінкельрід | Аргентина     | Не фінішували |
| –     | Ліза Пу             | Франція       | Не стартувала |